# Club Deportivo Guadalajara (México)
El Club Deportivo Guadalajara, S. A. de C. V., conocido simplemente como Guadalajara y coloquialmente como Chivas, es un club de fútbol profesional mexicano con sede en Guadalajara, Jalisco. Fue fundado oficialmente el 8 de mayo de 1906 por el comerciante y agente de ventas belga Edgar Everaert con el nombre de Unión Football Club, mismo año en el que comenzó su actividad futbolística.
En 1908 inició su participación en la Liga de Occidente, torneo donde logró sumar trece títulos, convirtiéndose en el equipo más laureado en la historia de la competición. En 1943 se unió a la entonces Liga Mayor, en la cual logró su primer título el 3 de enero de 1957.
Participa en la máxima categoría del balompié profesional mexicano, la Primera División de México, desde 1943, siendo, junto al Club América, uno de los dos únicos equipos que han logrado disputar todos los torneos desde entonces. Ocupa el segundo lugar en el ranking de títulos de liga obtenidos con un total de 12. De igual forma, ostenta la segunda posición en la lista de clubes con más títulos nacionales en México con un total de 24 (doce de Liga, cuatro de Copa México, siete de Campeón de Campeones y uno de Supercopa de México). Ocupa el segundo lugar en la clasificación histórica de la Primera División. A nivel internacional, ha obtenido la Copa de Campeones de la CONCACAF de 1962 y 2018 además finalizó segundo en dos ocasiones, en tanto que fue subcampeón de la Copa Libertadores en su edición de 2010.
Junto a Club América protagoniza el Clásico del fútbol mexicano también conocido como "El clásico de clásicos" o el "clásico nacional" el cual es jugado entre los clubes más populares y ganadores de la historia del fútbol mexicano. También disputa el Clásico Tapatío (el más antiguo de México) con el Atlas, otro de sus grandes rivales.
La característica más representativa que distingue históricamente al Club Deportivo Guadalajara del resto de los clubes en México, es su política de jugar únicamente con futbolistas mexicanos por nacimiento o de origen mexicano. También es reconocido históricamente por ser un club que trabaja en la formación de jóvenes futbolistas, que abastece principalmente a la mayoría del plantel en el primer equipo y a las distintas categorías de la selección de México. Esta política y tradición no aplica con los entrenadores, que sí pueden ser extranjeros. Su propietario es el empresario mexicano Amaury Vergara.
Perteneciente a la Federación Mexicana de Fútbol (FMF) a nivel nacional, regido por la Confederación de Fútbol de Norte, Centroamérica y el Caribe (CONCACAF) y por la Federación Internacional de Fútbol Asociación (FIFA) a escala internacional. Asimismo, ocupa el puesto 110.º en el ranking mundial de clubes de todos los tiempos según la Federación Internacional de Historia y Estadística de Fútbol (IFFHS), siendo el segundo equipo mexicano mejor posicionado de la lista.
Los colores que identifican al club son rojo, blanco —del que recibe el apelativo de «rojiblancos»— y en escala menor el azul, dicha gama se puede apreciar tanto en el uniforme como en el escudo de la institución; ambos diseñados en 1908. El lema oficial de la institución es «Fraternidad, Unión y Deporte».
La sede del club se encuentra ubicada sobre la calle Madero número 500 en la ciudad de Guadalajara, Jalisco al occidente de México; estando anteriormente ubicada en Colomos número 2339 en la colonia Providencia durante más de 60 años. El Estadio Jalisco fue sede de los encuentros como local del equipo, siéndolo desde 1960 hasta 2010. En el 2010 el club cambió su localía al Estadio Akron, inmueble que cuenta con una capacidad para 49 850 espectadores.

## Historia

### Nacimiento (1906-1908)

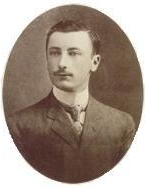
Edgar Everaert, fundador del club.

El Unión Football Club fue fundado el 8 de mayo de 1906por un grupo de jóvenes empleados de los almacenes «La Ciudad de México» y «Las Fábricas de Francia» de la ciudad de Guadalajara, quienes fueron convocados por el belga Edgar Everaert y el francés Calixte Gas, para realizar las primeras prácticas de fútbol en los campos de la colonia Moderna.
En el primer plantel del club tuvieron participación Edgar Everaert, Calixte Gas, Rafael Orozco, Gregorio Orozco, Max Woog, Ernesto Caire, J. Bowmark, Esteban Palomera, Francisco Palomera, Alfonso Cervantes, Carlos D. Luna, Ramón Gómez Cruz, Augusto Teissier, Calixto Teissier, Julio Bidart, Luis Pellat, Pedro, Pablo y Juan O'Kellard, entre otros. El primer partido oficial fue contra el «Centro Atlético Occidental», el cual terminó con un resultado favorable para el Unión.
El equipo cambió su nombre a Guadalajara Football Club el 26 de febrero de 1908, se designó al mexicano Rafael Orozco como primer presidente, y el equipo titular quedó conformado por Alfonso Cervantes, Miguel Murillo, Eugenio Charpenel, Carlos Luna, Adolfo Orozco, Zenén Orozco, Rafael Orozco, Max Woog, Agustín Arce, Gregorio Orozco y Joaquín Nieto. Durante esta etapa se incorporan al club, personajes como Everardo Espinosa, José Fernando Espinosa, Guillermo Enríquez, Juan José Flores y Ángel Bolumar, algunos de los cuales tendrían un papel fundamental en el crecimiento de la institución en años venideros.
Del grupo de jugadores que conformaron los primeros equipos de la institución, una gran parte era de nacionalidad o ascendencia francesa, principalmente de origen barcelonnette, los cuales llegaron a Guadalajara para trabajar en los almacenes comerciales. El resto del grupo estuvo conformado por elementos mexicanos y en menor cantidad de otras nacionalidades, como españoles y suizos.

### Época amateur (1908-1943)

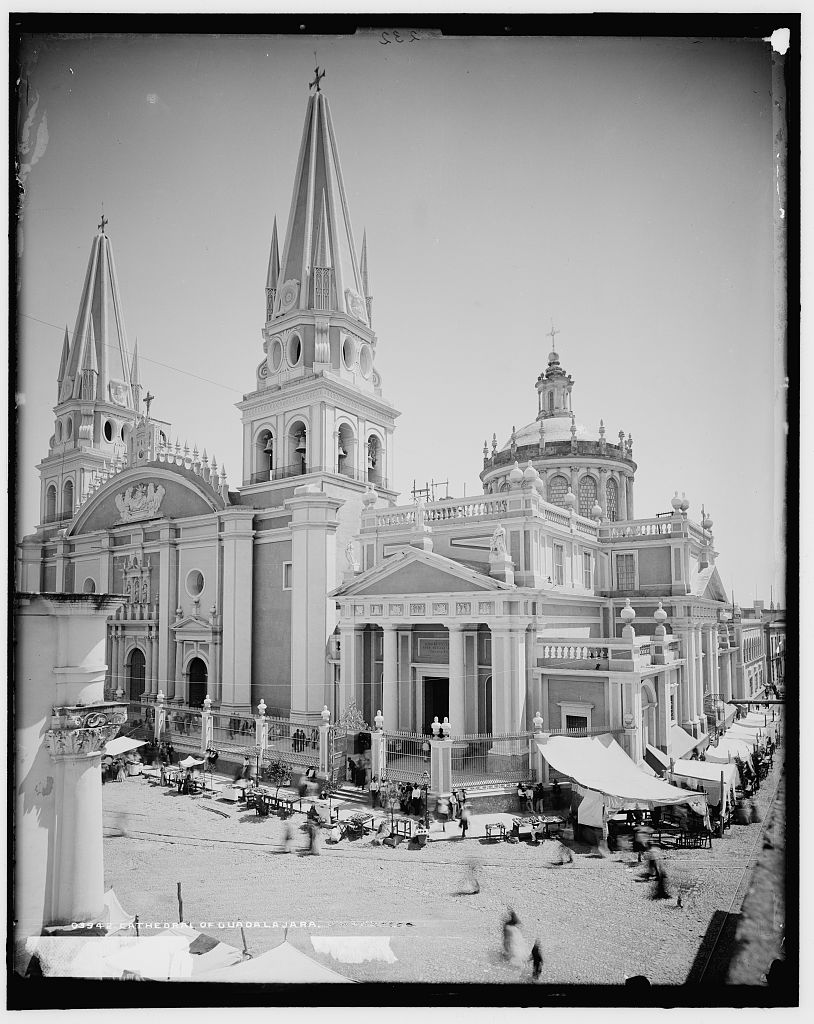
Catedral de Guadalajara,.

El Guadalajara Football Club se incorporó a la recién creada liga tapatía de fútbol en el año de 1908. Su inicio fue exultante y al final de las dos primeras temporadas logró alzarse con el título de campeón. Esta racha fue cortada en 1911 por el Club Liceo para Varones, institución con la que el Guadalajara estableció una dura rivalidad durante la primeros años de la liga, y con la que alternó títulos durante las siguientes tres temporadas.
En 1914 la liga decide cesar sus actividades por la revolución mexicana, y se mantuvo dos años sin organizar un torneo oficial. Al volver el fútbol, en 1916, el Guadalajara queda por detrás del Club Deportivo Colón en la primera competición y después de esto el Atlas Fútbol Club estableció una hegemonía que duró cinco años. El equipo volvería a coronarse campeón hasta 1922, logrando obtener el título cuatro veces de manera consecutiva.
En 1923, la institución queda constituida como una organización polideportiva al inaugurar sus instalaciones en Unión y Bosque, a partir de ese momento el club comienza a denominarse «Club Deportivo Guadalajara».
De 1926 a 1939 la liga estuvo dominada casi en su totalidad por el Club Deportivo Nacional, y durante este período los rojiblancos del  Guadalajara lograron obtener seis títulos más. En 1943 el club es invitado a formar parte de la Liga Mayor, la institución acepta y con esto la época amateur del equipo termina con un total de 13 campeonatos de liga obtenidos.

### Inicios en el profesionalismo (1943-1950)

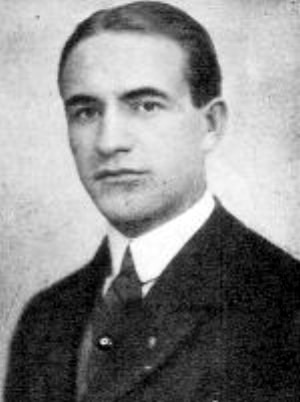
György Orth

Para el Club Deportivo Guadalajara el primer torneo en el profesionalismo fue la Copa México organizada en 1943. El equipo, entonces dirigido por Fausto Prieto, debutó enfrentando al Atlas el día domingo 6 de junio de 1943. El resultado fue una derrota por marcador de 3 goles a 1, el único gol del Guadalajara fue anotado al minuto 30 por Manuel López.
El debut en liga se dio el día 21 de octubre de 1943, el juego fue contra Atlante y el Guadalajara ganó por 4 goles a 1, Pablo González fue el autor del primer gol rojiblanco. La alineación inicial fue: Pérez, Gutiérrez, Hidalgo, Lozano, Orozco, Zarco, García, Prieto, González, Reyes y López, y como director técnico el chileno Nemesio Tamayo.
Durante los primeros años de profesionalismo, el Guadalajara no logró obtener algún resultado trascendente. En 1947, con la llegada del entrenador húngaro Gyorgy Orth, se empezaron a sentar las bases del equipo que tiempo después entregaría buenos resultados a la institución. Para 1950 la Liga Mayor cambió su nombre a Primera División y a partir de ese año los resultados del equipo comienzan a mejorar.

### El "Ya merito" (1950-1956)
Durante el primer lustro de la década de 1950, el Guadalajara empezó a estructurar un equipo que dominaba un estilo de juego bien definido y tenía muy buen desempeño a lo largo de los torneos, pero que en la recta final siempre tenía una baja en su juego y acumulaba varios malos resultados. Esta tendencia impedía al equipo ganar un campeonato y lo llevó a acumular un total de cinco subcampeonatos entre liga y copa.
A este equipo se le dio el sobrenombre de «Ya merito», expresión mexicana utilizada para denotar cuando alguien se queda cerca de realizar algo importante. En ese entonces, la plantilla estaba compuesta por jugadores como Rafael Orozco, Tomás Balcázar, Javier de la Torre, Gregorio Gómez, Rafael Rivera, Alfredo Bocanegra, Manuel Enciso, "Chuco" Ponce, Rodrigo Noriega, y elementos como Jaime Gómez, Juan Jasso "El Bigotón", José Villegas el "Jamaicón", Guillermo Sepúlveda, "El Tigre", Salvador Reyes y Crescencio Gutiérrez, "Mellone", que después lograrían destacar en la etapa más productiva del club.

### El campeonísimo (1956-1965)

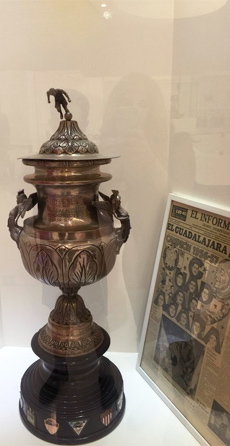
Trofeo del campeonato de Primera División obtenido por el «Guadalajara» en la temporada 1956-57.

Entre 1956 y 1965, el Club Deportivo Guadalajara vivió su mejor época en el fútbol profesional. En nueve años, el club consiguió siete títulos de liga, seis trofeos de campeón de campeones, una copa, y un campeonato de la CONCACAF. Gracias a estos títulos y a la calidad de juego que desplegaban, el equipo recibió el apodo de «campeonísimo».
En esta época destacaron jugadores como Jaime Gómez "El Tubo", Arturo Chaires, "El Curita", José Villegas, Guillermo Sepúlveda, Juan Jasso, Sabás Ponce, Francisco Flores, Héctor Hernández, Salvador Reyes, Crescencio Gutiérrez, Raúl Arellano, "Pina" e Isidoro Díaz, "Chololo", Ignacio Calderón "El Cuate", Carlos Calderón.
El primer título de esta plantilla fue obtenido en la temporada 1956-57, a partir de ese torneo se conformó un cuadro base que logró imprimir gran dinamismo a su estilo de juego. Gracias a esto el club comenzó a tener excelentes resultados y logró obtener un tetracampeonato de liga entre 1959 y 1962. Finalmente, el club cerró esta exitosa época consiguiendo otro bicampeonato de liga, con los campeonatos de 1964 y 1965.
Después de convertirse en el equipo más laureado de México, el Guadalajara fue bajando su rendimiento conforme avanzó la segunda mitad de la década de 1960. El equipo permaneció dentro de los primeros puestos de la clasificación, pero solamente estuvo cerca del título en la temporada 1968-69.
El éxito regresó a la institución hasta la temporada 1969-70, cuando logra coronarse como campeón de copa y liga, por lo que automáticamente recibió el título de campeón de campeones. El equipo obtiene un nuevo subcampeonato en el torneo México 1970, quedando dos puntos por debajo del Cruz Azul.

### Las Chivas Flacas (1970-1982)

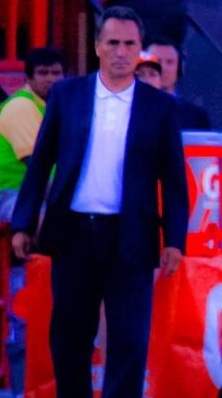
José Luis Real, se incorporó al Guadalajara en la temporada 1971-72.

Entrando la década de 1970, el equipo enfrentó una grave crisis institucional y deportiva ya que el equipo envejeció y no se tuvo la precaución de rejuvenecerlo y las contrataciones realizadas no fueron lo esperado. Después de consolidarse como el club más ganador del fútbol mexicano durante más de quince años, pasó a pelear por no descender en la temporada 1970-71, donde quedaría en el décimo cuarto puesto de la clasificación general, formado por dieciséis equipos. Durante esta época hubo arbitrajes polémicos en ayuda del chiverío.
Después del retiro de Javier de la Torre en 1973, llegaron al club varios técnicos que no entregaron los resultados esperados, entre ellos el peruano Walter Ormeño, el argentino Héctor Rial, y el uruguayo Horacio Troche. A raíz de la falta de triunfos y resultados trascendentales, el equipo comienza a ser identificado con el mote de «Chivas Flacas».
Durante los siguientes años, surgen nuevos elementos de las fuerzas básicas del club, principalmente del equipo Club Deportivo Tapatío, filial de la institución, jugadores como Fernando Quirarte, José Martínez, Rafael Contreras, José Luis Real y Ricardo Pérez reciben la oportunidad de participar con el primer equipo. Sin embargo, los malos resultados seguirían siendo una constante, en la temporada 1978-79 con Diego Mercado como director técnico, el equipo queda en el décimo cuarto lugar de la tabla general, posteriormente con Carlos Miloc en la temporada 1979-80, el equipo obtiene solo 11 triunfos.
Al inicio de la década de 1980 la suerte no cambió. En 1981 el equipo sufrió un accidente de carretera, el autobús que transportaba a los jugadores hacia la Ciudad de Puebla a jugar contra los Camoteros, fue arrollado por un tráiler, causando la muerte del mediocampista José Martínez. Nuevos jugadores como Rigoberto Cisneros, Jaime Pajarito y Eduardo Cisneros, "el Vaquero", llegarían a la institución, pero al final de la temporada 1981-82 el equipo terminó en la decimoséptima posición.
Después de los malos resultados Diego Mercado fue destituido, en su lugar llegó Alberto Guerra, quien ya había defendido los colores rojiblancos como jugador. A partir de ese momento el equipo empieza a tener un mejor ritmo de juego.

### Regreso a la trascendencia (1982-1993)

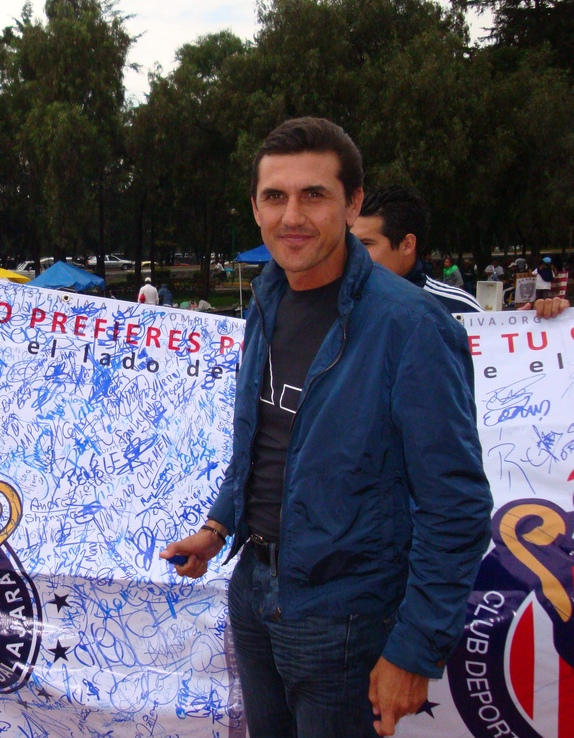
Omar Arellano, campeón con Chivas en la temporada 1986-87.

Bajo la dirección técnica de Alberto Guerra, el equipo logró llegar a la final de la temporada 1982-83; sin embargo, gran parte del plantel titular no pudo disputarla, producto de las expulsiones recibidas por la riña que se había desatado en el juego de semifinales frente al América. Las Chivas terminarían perdiendo el título ante el Puebla en penales. Un año después se consigue de nueva cuenta el subcampeonato, esta vez cayendo en la final contra el América.
La tercera final de Guerra llegaría en la temporada 1986-87, esta vez frente a Cruz Azul. En esta ocasión el resultado fue favorable para el Guadalajara, logrando su noveno título profesional. El equipo que terminó siendo líder general, la mejor ofensiva y el que menos goles recibió, estaba conformado por jugadores como Benjamín Galindo, Guillermo Mendizábal, Concepción Rodríguez, José Manuel de la Torre, Antonio Valdez, Eduardo de la Torre, Javier Ledesma, Omar Arellano, Demetrio Madero, Sergio Lugo y Fernando Quirarte. En los años siguientes el equipo calificó a la liguilla pero no obtuvo resultados relevantes.
Al inicio de la década de 1990, la institución comienza a apostar por jugadores surgidos de las fuerzas básicas como Vidrio, Vázquez, Martínez, García, Romero y Zárate. El club adquirió una deuda que le impidió hacer grandes contrataciones durante estos años, y en abril de 1993 se empezó a plantear la idea de delegar a una promotora la administración del fútbol profesional.

### Promotora Deportiva Guadalajara (1993-2002)

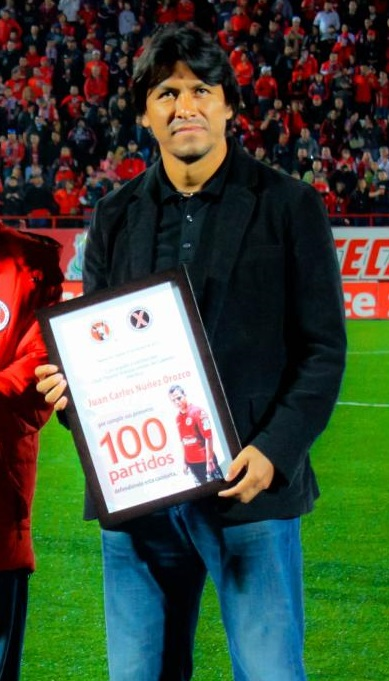
Claudio Suárez, llega a Chivas en la temporada Invierno 1996.

En 1993, los licenciados Salvador Martínez Garza y Antonio Blanchet, conformaron la Promotora Deportiva Guadalajara, organismo que se encargaría de manejar la parte directiva de la sección de fútbol del Club Deportivo Guadalajara. La instauración de dicha promotora tenía como principal objetivo la inyección de capital al primer equipo del club, buscando alcanzar una estabilidad económica para la institución y un constante protagonismo en los torneos del fútbol mexicano.
Durante los primeros años de la promotora, el club logró fichar a futbolistas como Alberto Coyote, Eduardo Fernández, Carlos Turrubiates, Alberto García, "El Guamerú", Missael Espinoza, Ramón Ramírez, Daniel Guzmán "El Travieso" y Luis Flores. Gracias a esto, el equipo empezó a obtener buenos resultados, y surgió el sobrenombre de las «Super Chivas».
Bajo la administración de la promotora, el club logró obtener 52 puntos para terminar en el primer lugar general de la temporada 1994-95, cuya fase regular concluyó el domingo 7 de mayo de 1995 (el Necaxa resultó campeón, al terminar la liguilla).
En la temporada 1995-96, el domingo 29 de octubre de 1995, bajo la dirección del argentino Osvaldo Ardiles, luego de caer por 2-1 como visitantes del Atlético Morelia, las Chivas marchaban en el lugar 15 de 18, con solamente 10 puntos, por lo que la promotora decidió despedir al exjugador del Tottehham y del PSG.
Salvador Martínez Garza y sus socios optaron por llamar al neerlandés Leo Beenhakker, quien se incorporó a la dirección técnica del equipo el 3 de noviembre de 1995.
En esa temporada 1995-96, que fue el último torneo largo en la historia del futbol profesional de México, el Guadalajara concluyó en el lugar 12 con 43 puntos, luego de la fase regular que terminó el Domingo de Pascua de Resurrección, 7 de abril de 1996, por lo que no se clasificó al repechaje ni a la liguilla.
Posteriormente, el equipo rojiblanco obtuvo el campeonato del Verano 1997 y el subcampeonato del Invierno 1998. Sin embargo, a partir del torneo Invierno 2000, el proyecto comienza a decaer y la promotora empieza a perder interés en mantener al equipo bien reforzado, por lo que los malos resultados se vuelven evidentes.
En 2002, el empresario Jorge Vergara compra la mayoría de las acciones del Club Deportivo Guadalajara, el cual con el tiempo deja de ser una Asociación Civil, cuya gestión estaba a cargo de una mesa directiva liderada por Francisco Cárdenas Moreno. Se firma un contrato de cesión de derechos del equipo entre la promotora y la nueva mesa directiva del club, y con esto la relación llega a su fin.

### El inicio de Vergara (2002-2011)

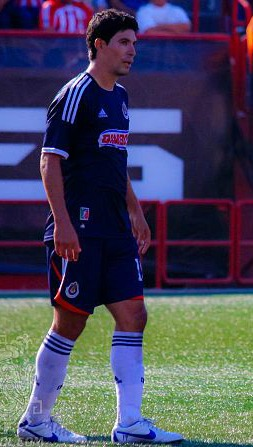
Jonny Magallón, jugó con el Guadalajara de 2005 a 2012.

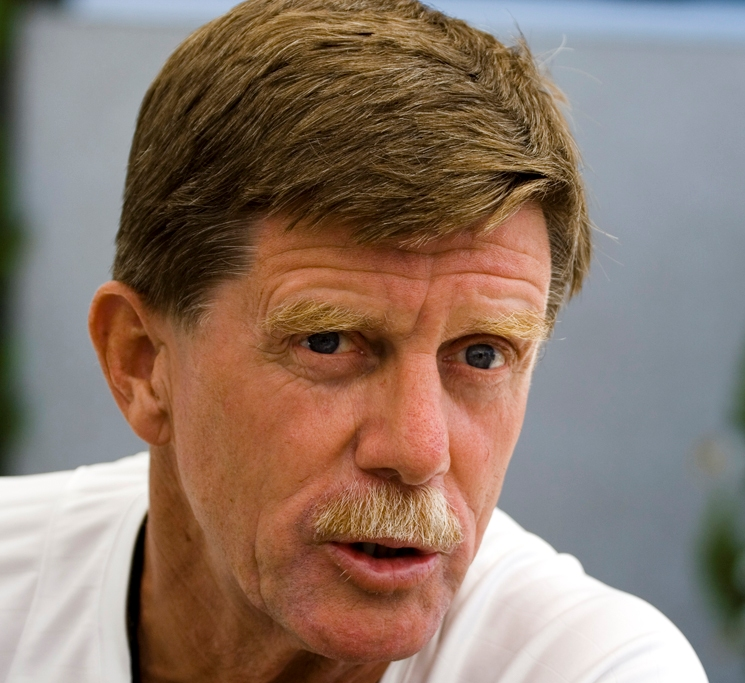
Hans Westerhof

Oficialmente el 31 de octubre de 2002, Jorge Vergara toma el control administrativo del club. Una de sus primeras decisiones fue destituir a Daniel Guzmán del cargo de entrenador e instaurar a Eduardo de la Torre, "El Yayo", para afrontar el torneo Clausura 2003. Para la siguiente temporada eliminó la excesiva publicidad de los uniformes, y contrató a Hans Westerhof como entrenador, quien llevó al equipo al repechaje, donde fueron eliminados por Toluca.
En el torneo Clausura 2004 el equipo consigue el subcampeonato, cayendo en la final ante Universidad Nacional. El partido se definió en tanda de penales, la cual dio el triunfo a los universitarios por marcador de 5-4. Westerhof cedió el puesto a Benjamín Galindo, quien estuvo durante dos temporadas completas en el equipo, y en su tercera dejó el cargo después de la tercera jornada.
Es durante estos años, que el club comienza a dar relevancia a las competencias continentales, llegando a dos semifinales de Copa Libertadores de manera consecutiva y cayendo en ambas ocasiones ante rivales brasileños; en 2005 frente al Atlético Paranaense, por marcador global de 5-2., y en 2006 ante el São Paulo por marcador global de 4-0.
El centenario del club fue festejado en el año 2006, en la primera temporada de ese año, el equipo dirigido por José Manuel de la Torre, cayó en semifinales ante Pachuca. En la segunda campaña, el equipo logra clasificarse a la liguilla por la vía del repechaje, accediendo a la final después de derrotar al América por marcador de 2-0. Finalmente, el equipo logra coronarse como campeón de liga al vencer al Toluca, por un marcador global de 3-2. Este fue el undécimo título profesional de la institución y el primero logrado bajo la administración de Jorge Vergara.
José Manuel de la Torre se mantuvo en el cargo por dos torneos más, hasta la jornada 9 del Apertura 2007, siendo reemplazado por Efraín Flores. Con Flores, el equipo llegó a una semifinal y consiguió un liderato general, ligando 11 partidos sin derrota.
A partir del Apertura 2009, el equipo caería en una racha de malos resultados, gestionados durante los períodos de Francisco Ramírez y Raúl Arias como técnicos. Al final de dicha temporada José Luis Real tomaría el mando del equipo y opta por darle más oportunidades en el primer equipo a los jóvenes de las fuerzas básicas.
En el torneo Bicentenario 2010 el equipo tiene una gran actuación y se mantendría invicto durante ocho jornadas, destacando la actuación del delantero Javier Hernández, quien al final del torneo consiguió el título de goleo. Sin embargo, en la liguilla el equipo no pasó de cuartos de final. Por su parte, en la Copa Libertadores, el club accedió a la final, siendo en ese entonces la segunda institución mexicana en lograrlo. En la final, el equipo cayó por marcador de 5-3 ante Internacional.
En el Apertura 2011, los rojiblancos lograron el liderato general, sin embargo caerían en cuartos de final ante Querétaro.

### De la crisis deportiva y administrativa a la estabilidad (2012-2015)
Después del torneo Apertura 2011, el Guadalajara entró en una crisis deportiva, viendo pasar múltiples entrenadores, entre ellos; Fernando Quirarte, John van 't Schip, Benjamín Galindo, Juan Carlos Ortega, José Luis Real, Ricardo La Volpe y Carlos Bustos. En 2012, Jorge Vergara Madrigal decidió contratar como director del proyecto deportivo Chivas a Johan Cruyff, exmundialista y excapitán de la Selección Nacional de los Países Bajos. El acuerdo fue por tres años, que comenzaron el 23 de febrero de 2012. Aunque dicho pacto solo duró diez meses, ya que el neerlandés no obtuvo los resultados que Vergara esperaba, visitó pocas veces la ciudad de Guadalajara, el mando lo tomaba a la distancia, además de delegar el cargo en ocasiones a John van 't Schip. Posteriormente Cruyff llegó a declarar: «El principal problema de Chivas es Jorge Vergara. Un equipo grande no puede ganar tres títulos en 40 años, no nos engañemos». El 2 de diciembre de ese mismo año, Vergara anunció su despido «por la falta de objetivos y resultados».
Una de las medidas positivas sugeridas por Cruyff, y aceptada por Vergara, fue el cambio de pasto sintético por césped natural en el estadio sede del equipo, para evitar lesiones y propiciar un mejor desempeño de los futbolistas.
Todas las dificultades de aquellos años se manifestaron en diversos hechos estadísticos adversos, como acumular 13 juegos oficiales sin ganar, sufrir por primera ocasión 7 derrotas consecutivas en juegos de liga y ocupar el penúltimo lugar de la tabla general en el Clausura 2013. Todo este proceso de malos resultados ocasionó que por primera vez, desde que se instaurara el sistema de promedios para definir el descenso en la primera división (1991), el equipo se encontrara en los últimos lugares de la tabla de porcentajes. A pesar de los malos resultados, el equipo logra llegar a la final de copa, la cual perdería ante Puebla en el Clausura 2015 .

### La era Almeyda (2015-2018)

Matías Almeyda consiguió el doblete con el club en 2017.

Después de la fecha 8 del torneo Apertura 2015, el equipo se encontraba en la penúltima posición de la tabla de cocientes, por esto se decide cesar a José Manuel de la Torre y se anuncia la contratación de Matías Almeyda como director técnico. El equipo ligó 4 victorias consecutivas, incluyendo el clásico nacional, y con esto pudo sortear por primera vez sus problemas de descenso.
Esa misma temporada el club consigue su tercer campeonato de copa derrotando al León por marcador de 1-0.
Para el Clausura 2016, el equipo logra alejarse de la zona del descenso y se clasifica a la liguilla terminando quinto del torneo regular. En cuartos de final el equipo es derrotado por América por un global de 2-1.
Dos meses después, el club obtiene el trofeo de la Supercopa MX, tras ganarle a Veracruz por marcador de 2-0.

#### Doblete Clausura 2017 (Campeonato de Copa y 12° Campeonato de Liga)
El 19 de abril de 2017, Chivas consiguió su cuarto título de la Copa México al vencer 3-1 en penales al Club Atlético Monarcas Morelia en la final disputada en el Estadio Chivas. De esta manera, el Rebaño Sagrado se llevó a sus vitrinas la Copa México Clausura 2017. Poco después, el club entró a la liguilla del torneo Clausura 2017 dejando en cuartos de final a su rival Atlas y en semifinales a Toluca, en ambos casos habiendo empate global; posteriormente disputó la final contra los Tigres de la UANL quedando en el partido de ida empatado a 2 goles, y disputando en su estadio el partido decisivo, el cual logró ganar con un marcador de 2 a 1, llevándose así el Campeonato de Liga Clausura 2017, consiguiendo el doblete de campeonatos (Copa MX y Torneo de Liga).

#### Segundo Campeonato Internacional (Concacaf Liga de Campeones 2018)
El 25 de abril de 2018, ganó la Liga de Campeones de la Concacaf al vencer a Toronto FC en penales y accedió al Mundial de Clubes 2018.

### Racha negativa (2018-2020)
Tras el campeonato de Copa MX Clausura 2017, el título de Liga de Clausura 2017 y el título de Concacaf en 2018, Chivas había ingresado en una mala racha: no logró calificar a la Liguilla durante tres años, es decir, cinco torneos (Apertura 2017-Apertura 2019), incluyendo el suspendido Torneo de Clausura 2020 debido a la Pandemia de COVID-19.
El segundo semestre del 2017 fue desastroso: en el Apertura 2017, quedó ubicado en el lugar 13 de la tabla general. 
En el Mundial de Clubes, obtuvo un desastroso sexto lugar.

### Actualidad
Fue para el Guard1anes 2020, volviendo con la nueva normalidad, con las medidas de seguridad y prevención necesarias contra el COVID-19 cuando cortaría la mala racha de no poder calificar a la liguilla durante cinco torneos seguidos, incluido el suspendido e inconcluso torneo anterior debido a la contingencia de la misma pandemia.
El equipo de Víctor Manuel Vucetich no fue tácticamente exquisito, pero con el estilo de garra y unidad que imprimió el Rey Midas, logró sacar puntos y fue así como en la última jornada derrotaría en la cancha del Akron a Monterrey 3-1 con goles de Ángel Zaldívar, Alexis Vega y Jesús Angulo, quedaría como séptimo lugar general con 26 puntos y dos semanas después en el repechaje en el mismo estadio derrotarían al Necaxa, el cual quedó décimo lugar general, con solitario gol de Angulo y así volvería a una Liguilla para enfrentar a su acérrimo rival el América en cuartos de final, el cual quedó tercero general.
En cuartos de final enfrentaría al América, en donde en el partido de ida en el Estadio Akron las Chivas derrotarían con solitario golazo de Cristian el Chicote Calderón al cuadro Azulcrema, y en el partido de vuelta derrotarían al mismo con dos golazos del mismo Chicote con marcador de 1-2, con un global de 1-3 en una serie de Chicotazos, y así pasaría a Semifinales a enfrentarse al superlíder León, donde caerían contra ellos mismos con global de 1-2.

## Uniforme
El primer uniforme que utilizó el equipo como «Union Football Club» fue totalmente blanco, fue hasta el año de 1908, con el cambio de nombre a «Guadalajara Football Club»,  que el primer uniforme rayado de la escuadra se diseñó y se ha mantenido sin grandes cambios desde entonces.
El uniforme titular consta de una camiseta a rayas verticales rojas y blancas, pantalón azul marino y medias azules o blancas. Por su parte, el uniforme de visitante tradicionalmente utilizaba únicamente el color blanco, ocasionalmente con algunas vistas en azul y rojo, sin embargo en la actualidad esto ha cambiado y el uniforme alternativo ha sufrido distintas modificaciones de diseño y color.
| Primera equipación | (Ver evolución) | Equipación actual |

## Simbología

### Escudo

#### 1908-1910
Una vez que el equipo quedó conformado como Club Guadalajara en 1908, no contaba con un escudo propio, simplemente se utilizaban las iniciales C.G. en la camiseta, bordadas a lo ancho del pecho. Durante ese mismo período, se empieza a utilizar en el uniforme de porteros, un escudo compuesto por las iniciales del club entrelazadas. Este emblema se pudo apreciar en la camiseta conmemorativa a los 110 años del club.

#### 1910-1917
Después de un par de años, en 1910, se crea un nuevo escudo para la institución, el cual estaba compuesto por las mismas iniciales C.G. (Club Guadalajara), la C representada por una silueta rojo oscuro similar a una serpiente rodea la G de color blanco cuya anchura es mayor, y estas a su vez que encontraban rodeadas por un círculo en fondo blanco y borde rojo. Dicho escudo sería el que adornaría el uniforme conmemorativo al centenario de la institución en 2006.

#### 1917-1923
Para 1917 el club comienza a utilizar en su documentación oficial un nuevo escudo, este estaba compuesto por un rectángulo en posición vertical, con cinco líneas blancas y cuatro rojas de fondo, sobre ellas un rombo blanco con contorno azul marino que a su vez contenía a una letra G del mismo color. El escudo fue utilizado de nuevo en el año 2015, cuando se colocó en el uniforme de visita que se utilizaría el equipo esa temporada.

#### 1923-Act.

Escudo de la ciudad de Guadalajara.

El escudo actual del Club Deportivo Guadalajara se creó en la temporada 1923-24, teniendo como base el escudo de armas de la Ciudad de Guadalajara, que tiene un gran significado por sí mismo: —Las armas simbolizan el estandarte del caudillo invicto en los combates. La lanza simboliza la fortaleza con prudencia. El adorno se otorgaba como una insignia de valentía extrema. La perseverancia estaba ilustrada a través del pino. Mientras que el león denotaba un espíritu de gran guerrero, adornado de cualidades como vigilancia, dominio y bravura—.
El escudo se complementó con la leyenda «Club Deportivo Guadalajara» (En la actualidad se le agregó S.A. de C.V.) en un círculo de color azul que rodea un estampado con 5 barras verticales en color rojo y 6 en color blanco que representan los colores de la institución utilizados en el uniforme. Al final 12 estrellas rodean al círculo, representando los 12 campeonatos que el Guadalajara ha logrado en el máximo circuito del fútbol mexicano: La Primera División. La creación de este escudo se atribuye a jugadores y directivos del club, como Everardo y su hermano José Espinosa, Ángel Bolumar y Antonio Villalvazo.

##### Rechazo al cambio de escudo
En la segunda mitad del año 2009 el propietario del equipo, Jorge Vergara Madrigal, decidió cambiar la fisonomía tradicional del escudo del Deportivo Guadalajara, modificándolo por un diseño que no respetaba los colores del escudo de armas de la ciudad de Guadalajara.
En el trazo del nuevo escudo se suprimieron muchos detalles de su antecesor: se utilizaron únicamente tres colores (azul, rojo y oro) para su elaboración, quedando completamente omitidos el gris del casco, el verde y el café del árbol, las siete aspas rojas y el campo de oro alrededor del escudo. Dichos cambios ocasionaron movilizaciones y protestas espontáneas por parte de los aficionados rojiblancos, quienes se mostraron molestos por la falta de consideración de la directiva hacia los valores, la historia y la tradición del equipo. De ese clamor surgió la lucha por restablecer el antiguo emblema.
Conforme creció el descontento, los aficionados comenzaron a manifestarse a las afueras de las instalaciones del club, así como en las tribunas del estadio Jalisco y en foros de Internet y redes sociales. Como parte de la protesta, se convocaba a los seguidores del Guadalajara para que no adquirieran aquellos artículos (camisetas, suvenires) que portasen el nuevo escudo.
Ante la falta de respuesta de la directiva, los seguidores del Chiverío crearon algunas agrupaciones para protestar o aprovecharon otras ya existentes como la organización a nivel nacional Resistencia Chiva, misma que se dedicó a concentrar y encauzar los reclamos por el cambio de escudo. En particular, este grupo se destacó por imprimir lonas en las que se recababan las firmas de gente inconforme, y que se colocaban en las afueras de los estadios en los que el «rebaño sagrado» disputaba sus encuentros (esto sucedió, principalmente, en Guadalajara, Puebla y la Ciudad de México). Además de difundir los resultados de sus consultas en redes sociales y en su sitio web (hoy desaparecido), entregaron las mantas con las firmas a los directivos del club, con quienes tuvieron la oportunidad de dialogar sobre este tema y el desempeño del equipo, en ese entonces a la baja.
Fue hasta el 11 de marzo de 2010 que las protestas rindieron frutos. La directiva citó a los grupos de aficionados inconformes a las instalaciones de Verde Valle, para asistir a una conferencia de prensa encabezada por Jorge Vergara. El propietario del equipo admitió que fue un error tratar de modernizar el escudo y aseguró el regreso del emblema tradicional, argumentando que esto se hacía por la afición.

### Himno
Escuchar el himno oficial del Club Deportivo Guadalajara.
El primer himno del equipo fue interpretado por José Manuel Correa, acompañado por el Mariachi Vargas de Tecalitlán, interpretada y escrita por Luis Aguilé, también existe una versión en banda. Fue realizado en el tiempo en que la «Promotora Deportiva Guadalajara» manejaba la administración del equipo.
El actual himno oficial del Club Deportivo Guadalajara fue hecho en conmemoración a la inauguración del Estadio Omnilife. El presidente del club, Jorge Vergara, ordenó la creación de este nuevo himno al cantautor Reyli Barba, quien lo expuso ante el público el 29 de julio del 2010.

## Instalaciones

### Estadio

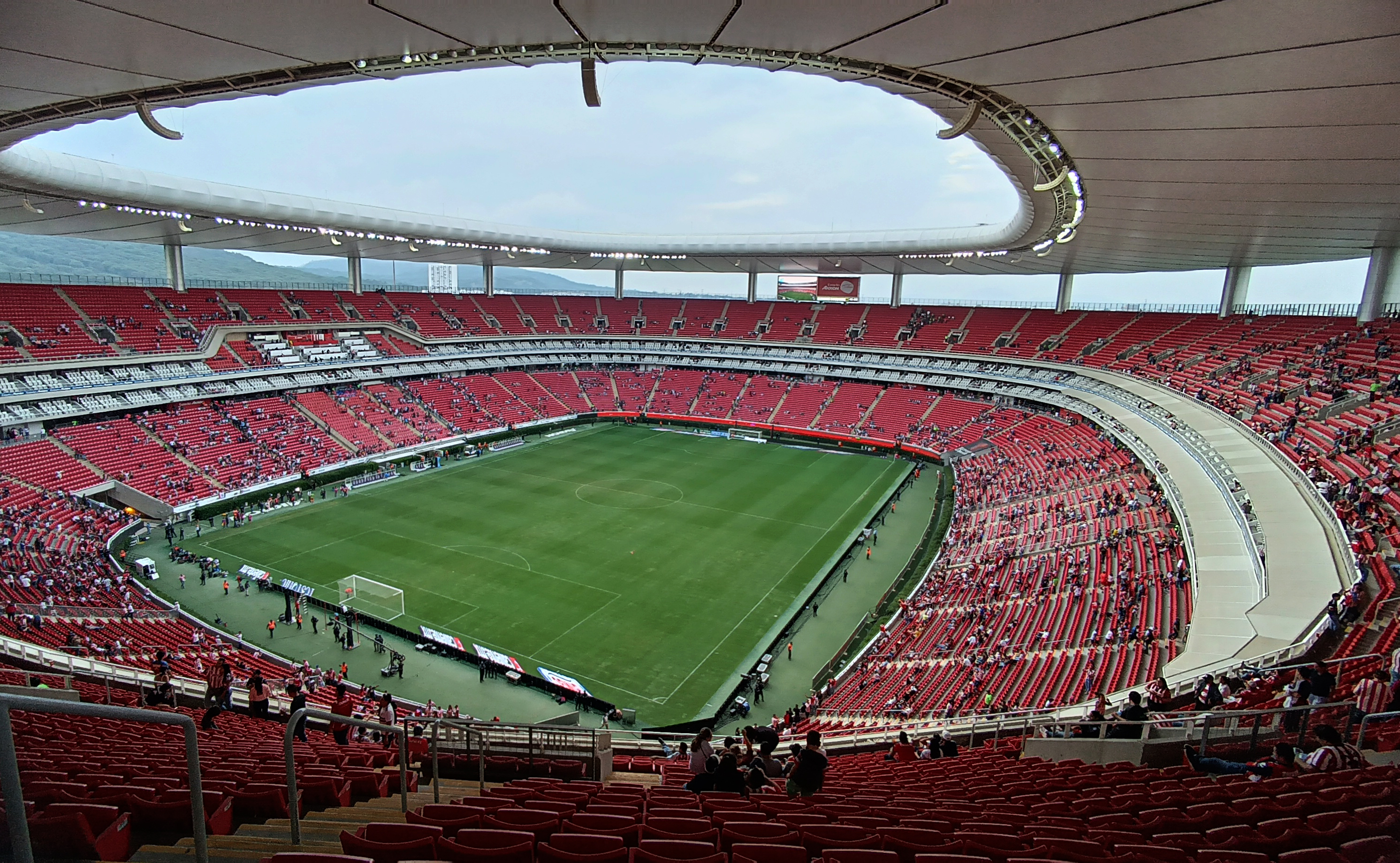
Estadio Chivas.

El Guadalajara juega sus partidos en el Estadio Akron, este inmueble fue inaugurado el 30 de julio de 2010 y cuenta con 49 800 localidades de aforo. Fue diseñado por los arquitectos franceses Jean-Marie Massaud y Daniel Pouzet, y está ubicado sobre avenida Vallarta, al poniente de la zona metropolitana de Guadalajara. El primer nombre del estadio fue Omnilife y en 2010 cambia a estadio Chivas, para el 2018 cambia a su nombre actual.
En cuanto a sus instalaciones, el estadio cuenta con más de 6000 cajones de estacionamiento al exterior y un estacionamiento interior subterráneo para 780 autos, distintos servicios de alimentos y bebidas, diversas opciones de entretenimiento, como cine, área de niños, muro de escalada, salón de belleza, una tienda oficial Chivas y un museo del club.

### Instalaciones deportivas
La primera «casa club» del equipo fue la residencia de Nicolasa Sáinz, abuela de Rafael y Gregorio Orozco, dos de los fundadores de la institución rojiblanca, y se encontraba situada en Avenida Vallarta número 1325.
En 1923 el club adquiere una serie de terrenos en la colonia Reforma, ubicados en la intersección de las calles Unión y Bosque, y muda sus instalaciones a dicha locación. Para 1944, la creciente urbanización de Guadalajara hizo que los terrenos de la colonia Reforma adquirieran un gran valor. Para la ciudadanía era necesario abrir la calle Unión hasta que topara con la calle Niños Héroes, por lo que se decidió vender las instalaciones.
El club fue movido a la entonces lejana calle Colomos, en el número 2339 de la colonia Providencia. Ignacio López Hernández fue el encargado de gestionar la mudanza y esta terminó hasta el período de Federico González Obregón.
La «casa club» permaneció en la colonia Providencia por más de 60 años, hasta principios de 2007, cuando el club se mudó a su actual ubicación sobre la calle Madero número 500. Estas instalaciones llevan por nombre Verde Valle, y fueron adquiridas al Club Hípico Verde Valle durante la gestión de Alfonso Cuevas, pero fue hasta la venta del Club en Colomos que pasan a ser el principal recinto de la institución.
En dichas instalaciones deportivas, el Club cuenta con dos canchas de fútbol, dormitorios, sala de prensa y oficinas administrativas.

## Datos del club
| - Temporadas en Primera Fuerza de la Liga Occidental: 32. - Temporadas en Primera División de México: 96 - Temporadas en Segunda División de México: 0. - Puesto histórico en Primera División: 2.º - Puesto histórico en liguillas: 6.º - Liguillas por el título: 37. - Finales por el título: 8 (1982-83, 1983-84, 1986-87, Verano 1997, Invierno 1998, Clausura 2004, Apertura 2006, Clausura 2017). - Descensos a 2a Div. o 1a "A": 0. - Ascensos a 1a Div.: 0. - Posición final más repetida: 1° (12 veces). - Primer partido disputado: - En torneos nacionales: Atlante 1–4 Guadalajara (Liga 1943-44, 21 de octubre de 1943). - En torneos internacionales: Guadalajara 2–0 Herediano (Copa de Campeones 1962, 29 de abril de 1962). - Mejor puesto en la liga: - En la época amateur: 1° (1908-09, 1909-10, 1911-12, 1921-22, 1922-23, 1923-24, 1924-25, 1927-28, 1928-29, 1929-30, 1932-33, 1934-35, 1937-38). - En torneos largos: 1° (1956-57, 1958-59, 1959-60, 1960-61, 1961-62, 1963-64, 1964-65, 1969-70, 1986-87, 1994-95). - En torneos cortos: 1° (Clausura 2008, Apertura 2011) - Peor puesto en la liga: - En torneos largos: 17° de 20 equipos (1981-82). - En torneos cortos: 17° de 18 equipos (Invierno 2000, Clausura 2013, Clausura 2018). - Más puntos en una temporada: - En torneos largos: 55 (1986-87). - En torneos cortos: 34 (Verano 1997, Invierno 1998, Clausura 2004). - Menos puntos en una temporada: - En torneos largos: 16 (1943-44). - En torneos cortos: 12 (Apertura 2013). - Mayor número de goles marcados en una temporada: - En torneos largos: 70 (1994-95). - En torneos cortos: 34 (Invierno 1998, Apertura 2004). - Más victorias consecutivas: 8 (Bicentenario 2010). - Más victorias consecutivas al inicio de una temporada: 8 (Bicentenario 2010). Récord del fútbol mexicano - Más empates consecutivos: 6 (1990-91). - Más derrotas consecutivas: 6 (Clausura 2013); 7 (entre Clausura 2012 y Apertura 2012). - Más victorias consecutivas como local: 13 (1988-89). Récord del fútbol mexicano - Más partidos consecutivos sin perder como visitante en una misma temporada: 14 (1969-70) Récord del fútbol mexicano - Más partidos consecutivos sin ganar: 13 (1955-56). - Más partidos consecutivos sin perder: 18 (Verano 1997). - Menos goles recibidos: 15 (Verano 2000). - Más victorias en una temporada: - En torneos largos: 22 (1994-95). - En torneos cortos: 10 (Invierno 1998, Clausura 2004, Bicentenario 2010). - Más empates en una temporada: - En torneos largos: 21 (1990-91). - En torneos cortos: 10 (Apertura 2010). - Más derrotas en una temporada: - En torneos largos: 17 (1981-82). - En torneos cortos: 10 (Clausura 2012). - Menos victorias en una temporada: 2 (Apertura 2013). - Menos empates en una temporada: 0 (1943-44). - Menos derrotas en una temporada: 1 (Verano 1997). - Mayor porcentaje de puntos ganados: 78.85% (1961-62). - Jugador que más goles ha anotado en una temporada: Jaime Pajarito, 24 (1980-81). - Jugador que más goles ha anotado en un partido: Max Prieto, 5 vs. Club León (1944-45). - Mayor goleada conseguida en torneos nacionales: - En la época amateur: 8–1 frente al Imperio (1931-32). y 8–1 frente al Atlas (1932-33). - En torneos largos: Guadalajara 10–2 Nuevo León (1967-68). - En torneos cortos: Guadalajara 7–0 Atlante (Apertura 2004). - Mayor goleada recibida en torneos nacionales: - En la época amateur: Oro 8–1 Guadalajara (1941-42). - En torneos largos: Real Club España 8–2 Guadalajara (1943-44). - En torneos cortos: Universidad Nacional 7–1 Guadalajara (Apertura 2002). - Mayor goleada conseguida en torneos internacionales: Guadalajara 5–0 CSD Comunicaciones (Copa de Campeones de la Concacaf 1962) y Guadalajara 5-0 al Cibao FC (Liga de Campeones de la Concacaf 2018). - Mayor goleada recibida en torneos internacionales: Deportivo Quito 5–0 Guadalajara (Copa Libertadores 2012). - Máximo goleador: Omar Bravo, 160 goles. - Más partidos disputados: Juan Jasso, 545 partidos. - Jugador con más títulos: Sabás Ponce y José Villegas, 18 títulos. - Entrenador con más títulos: Javier de la Torre, 12 títulos. |

#### Trayectoria
Es uno de los únicos dos equipos que han disputado todos los torneos de la Primera División desde 1943, sumando un total de 96 temporadas. Ha participado en casi todos los torneos de la Copa México y en 8 definiciones de Campeón de Campeones.
Ocupa el segundo puesto en la clasificación entre los cincuenta y seis participantes históricos, y su peor actuación se registró en las temporadas Invierno 2000, Clausura 2013 y Torneo Clausura 2018 cuando finalizó en décimo séptimo puesto de dieciocho equipos.
En una lista en orden decreciente con los clubes del fútbol mexicano que se han consagrado campeones de Primera División en alguna oportunidad, el Club Deportivo Guadalajara se ubicó en la primera posición desde la temporada 1960-1961 hasta el Apertura 2014 como el equipo que más torneos de liga había obtenido, totalizando 11 campeonatos.
En el régimen internacional es uno de los clubes que más participaciones tiene en su haber, contando con 5 participaciones en la Copa de Concacaf —actualmente conocida como Liga de Campeones—, 7 en Copa Libertadores de América, ocupando el 49° puesto en la tabla histórica de este torneo pese a no pertenecer a la Conmebol.  2 en la extinta Copa Merconorte y 1 en Copa Sudamericana.

#### Clasificación mundial de clubes
La Clasificación mundial de clubes es una compilación emitida anualmente por la Federación Internacional de Historia y Estadística de Fútbol (IFFHS). Para su elaboración, se utiliza un cálculo que toma en cuenta todos los resultados de las ligas y copas nacionales, así como de competiciones internacionales oficiales organizadas por alguna de las seis confederaciones continentales asociadas a la FIFA. En este compilado se incluyen dos clasificaciones, la clasificación histórica y la clasificación anual. La clasificación histórica muestra los mejores 208 clubes en la historia del fútbol. En la misma, el Club Deportivo Guadalajara se ubica en la posición 107, siendo el segundo equipo mejor ubicado de México solo por detrás del Club América. La mejor clasificación conseguida por el Club Deportivo Guadalajara fue en el año 2006, logrando posicionarse en el 87° puesto.
Estadísticas por competición
El Club Deportivo Guadalajara como uno de los clubes más importantes del fútbol mexicano y norteamericano, tiene una amplia trayectoria en múltiples competiciones:
| Competición                                         | P.J. | P.G. | P.E. | P.P. | G.F. | G.C. | Mejor resultado  |
| --------------------------------------------------- | ---- | ---- | ---- | ---- | ---- | ---- | ---------------- |
| Campeonato de Liga de Primera División              | 2537 | 1014 | 768  | 755  | 3697 | 3117 | Campeón          |
| Copa México                                         | 281  | 131  | 63   | 87   | 462  | 363  | Campeón          |
| Campeón de Campeones                                | 8    | 5    | 1    | 2    | 12   | 10   | Campeón          |
| Pre Pre Libertadores / InterLiga                    | 22   | 6    | 10   | 6    | 33   | 31   | Campeón          |
| Supercopa de México                                 | 1    | 1    | 0    | 0    | 2    | 0    | Campeón          |
| Copa de Concacaf / Liga de Campeones de la Concacaf | 35   | 20   | 9    | 6    | 64   | 25   | Campeón          |
| Copa de Gigantes de la Concacaf                     | 2    | 0    | 1    | 1    | 2    | 4    | Cuartos de Final |
| Copa Libertadores de América                        | 60   | 25   | 14   | 21   | 81   | 71   | Subcampeón       |
| Copa Sudamericana                                   | 12   | 4    | 4    | 4    | 16   | 21   | Semifinales      |
| Copa Merconorte                                     | 14   | 4    | 4    | 6    | 19   | 21   | Semifinales      |
| Total                                               | 2974 | 1210 | 874  | 888  | 4388 | 3663 | 27 Campeonatos   |

Nota: En negrita competiciones activas. Estadísticas actualizadas al 21 de mayo de 2022. Las competencias regionales tales como la Liga Occidental de Jalisco son excluidas de la tabla de estadística por falta de información.

## Palmarés
Nota: en negrita competiciones vigentes en la actualidad. Indicado el récord del torneo  y el compartido 
Torneos nacionales
| Competición nacional               | Títulos | Subcampeonatos                                                                                                  |
| ---------------------------------- | --- | --- |
| Primera División de México (12/10) | 1956-57, 1958-59, 1959-60, 1960-61, 1961-62, 1963-64, 1964-65, 1969-70, 1986-87, Verano 1997, Apertura 2006, Clausura 2017. | 1951-52, 1954-55, 1962-63, 1968-69, México 1970, 1982-83, 1983-84, Invierno 1998, Clausura 2004, Clausura 2023. |
| Copa México (4/8)                  | 1962-63, 1969-70, Apertura 2015, Clausura 2017.                                                                             | 1947-48, 1950-51, 1951-52, 1953-54, 1954-55, 1966-67, Clausura 2015, Apertura 2016.                             |
| Campeón de Campeones (7/3)         | 1956-57, 1958-59, 1959-60, 1960-61, 1963-64, 1964-65, 1969-70.                                                              | 1961-62, 1962-63, 2016-17.                                                                                      |
| Supercopa de México (1/0)          | 2015-16. | |
|                                    | | |
| Copa Challenger (1/0)              | 1961. | |

Torneos internacionales
| Competición internacional              | Títulos     | Subcampeonatos | Subcampeonatos |
| -------------------------------------- | ----------- | -------------- | -------------- |
| Liga de Campeones de la Concacaf (2/2) | 1962, 2018. | 1963, 2007.    |                |
| Copa Libertadores de América (0/1)     |             | 2010.          |                |

Torneos regionales
| Competición regional                             | Títulos | Subcampeonatos                                                                   |
| ------------------------------------------------ | --- | -------------------------------------------------------------------------------- |
| Liga Occidental (13/9)                           | 1908-09, 1909-10, 1911-12, 1921-22, 1922-23, 1923-24, 1924-25, 1927-28, 1928-29, 1929-30, 1932-33, 1934-35, 1937-38. | 1910-11, 1912-13, 1913-14, 1916-17, 1918-19, 1920-21, 1925-26, 1926-27, 1931-32. |
| Campeón de Campeones de la Liga Occidental (1/0) | 1932-33. |                                                                                  |
| Torneo de una Tarde (1/0)                        | 1929-30. |                                                                                  |

## Plantilla

### Plantilla y cuerpo técnico
- De acuerdo con los reglamentos vigentes, de competencia de la Liga MX (2025-26) y de participación por formación de la FMF (2021), los equipos de la primera división están limitados a tener registrados en sus planteles un máximo de nueve jugadores no formados en México (NFM), de los cuales solo ocho pueden ser convocados por partido y únicamente siete podrán tener participación. Esta categoría de registro, no solo incluye a los extranjeros, sino también a los mexicanos por naturalización. Los jugadores que obtengan su carta de naturalización durante el torneo, permanecerán con el registro de su nacionalidad de origen hasta el certamen siguiente; no obstante, si un jugador naturalizado participa de un partido de competencia oficial con la selección mexicana, podrá ser registrado como «formado en México» para la campaña siguiente.[120][121]
- En virtud de lo anterior, la nacionalidad expuesta aquí, corresponde a la del registro formal ante la liga, indistintamente de otros criterios como doble nacionalidad, la mencionada naturalización o la representación de un seleccionado nacional distinto al del origen registrado.
- En cumplimiento de lo dispuesto por el artículo 28 del reglamento de competencia, los clubes deberán acumular un mínimo de 1170 minutos jugados por elementos formados en México (FM), nacidos a partir del 1 de enero de 2003; para ello, y de conformidad con los artículos 8, 9 y 10, podrán utilizar jugadores de sus equipos de categorías menores que participan en las Ligas de Fuerzas Básicas; o en caso de tenerlas, de sus filiales de Liga de Expansión, Liga Premier y Liga TDP. Todo lo anterior con el formato de «carnet único», es decir, la autorización formal de la FMF para jugar en todos los equipos ligados a la misma institución. Por lo cual, para los efectos de esta tabla, solo aparecerán los jugadores registrados en la fuente principal (sitio oficial de la Liga MX) para el primer equipo, y no aquellos que en el lapso del certamen disputen partidos para cumplir la regla de menores, sin estar inscritos en el plantel principal.[122]

### Altas y bajas: Apertura 2025
| Altas           | Altas         | Altas                  | Altas        | Altas |
| Jugador         | Posición      | Procedencia            | Tipo         |       |
| --------------- | ------------- | ---------------------- | ------------ | ----- |
| Bryan González  | Defensa       | Club de Fútbol Pachuca | Traspaso     |       |
| Diego Campillo  | Defensa       | Fútbol Club Juárez     | Traspaso     |       |
| Richard Ledezma | Mediocampista | PSV Eindhoven          | Agente libre |       |
| Efraín Álvarez  | Mediocampista | Club Tijuana           | Traspaso     |       |

| Bajas            | Bajas         | Bajas                  | Bajas    | Bajas |
| Jugador          | Posición      | Destino                | Tipo     |       |
| ---------------- | ------------- | ---------------------- | -------- | ----- |
| Mateo Chávez     | Defensa       | AZ Alkmaar             | Traspaso |       |
| Diego Ochoa      | Defensa       | Fútbol Club Juárez     | Préstamo |       |
| Luis Rey         | Defensa       | Club Puebla            | Préstamo |       |
| Fernando Beltrán | Mediocampista | Club León              | Traspaso |       |
| Víctor Guzmán    | Mediocampista | Club de Fútbol Pachuca | Préstamo |       |

### Jugadores cedidos
| Jugador          | Nacionalidad      | Posición      | Destino                           |
| ---------------- | ----------------- | ------------- | --------------------------------- |
| César Iván López | Bandera de México | Portero       | Club Atlético de San Luis         |
| Jesús Brígido    | Bandera de México | Mediocampista | Club de Fútbol Pachuca            |
| Gilberto García  | Bandera de México | Mediocampista | Club Atlético La Paz              |
| Fidel Barajas    | Bandera de México | Mediocampista | D. C. United                      |
| Daniel Ríos      | Bandera de México | Delantero     | Vancouver Whitecaps Football Club |

### Jugadores internacionales
| Selección                                 | Categoría | # | Jugador(es) |
| ----------------------------------------- | --------- | - | --- |
| México                                    | Absoluta  | 9 | Raúl Rangel, Luis Romo, Roberto Alvarado, Alan Mozo, Fernando Beltrán, Luis Olivas, Omar Govea, Gilberto Sepúlveda, Érick Gutiérrez |
| México                                    | Sub-20    | 4 | Hugo Camberos, Yael Padilla, Diego Ochoa, Juan Uribe                                                                                |
| Estados Unidos                            | Absoluta  | 1 | Cade Cowell |
| Datos actualizados el 6 de julio de 2024. |           |   | |

Nota: en negrita jugadores parte de la última convocatoria en la correspondiente categoría.

## Entrenadores
El equipo ha tenido un total de 50 entrenadores a lo largo de la era profesional, de los cuales 20 han sido extranjeros y 8 han cumplido con más de un período. El primer entrenador en la era profesional fue Fausto Prieto, quien asumió la dirección técnica en la Copa 1943-44, una vez iniciada la temporada de liga 1943-44, el chileno Nemesio Tamayo tomó la dirección técnica hasta que fue destituido en 1945.

## Directiva
Desde 1908 han pasado por el máximo cargo del club un total de 32 presidentes, cinco de estos cumplieron un mandato de dos períodos: Ramón J. Fregoso, Salvador Mejía, José Fernando Espinosa, Federico González Obregón y Evaristo Cárdenas. Los hermanos Rafael y Gregorio Orozco fueron los primeros presidentes de la institución, y quienes iniciaron la labor de desarrollo formativo del club.
Entre los presidentes que más destacaron, se encuentran Evaristo Cárdenas, Federico González Obregón y Alberto Esponda Macías. Durante sus períodos se gestó la época más exitosa en la historia de la institución, al cosechar quince campeonatos en tan solo nueve años.
La actual directiva está conformada de la siguiente manera:
- Presidente del Consejo de Administración: Amaury Vergara
- Director de los Servicios Médicos: Rafael Ortega Orozco
- Director Deportivo: Javier Mier
- Coordinador físico-atlético: Guillermo Hernández Gracián
- Coordinador Operativo: Diego Martínez Becerra

## Idiosincrasia

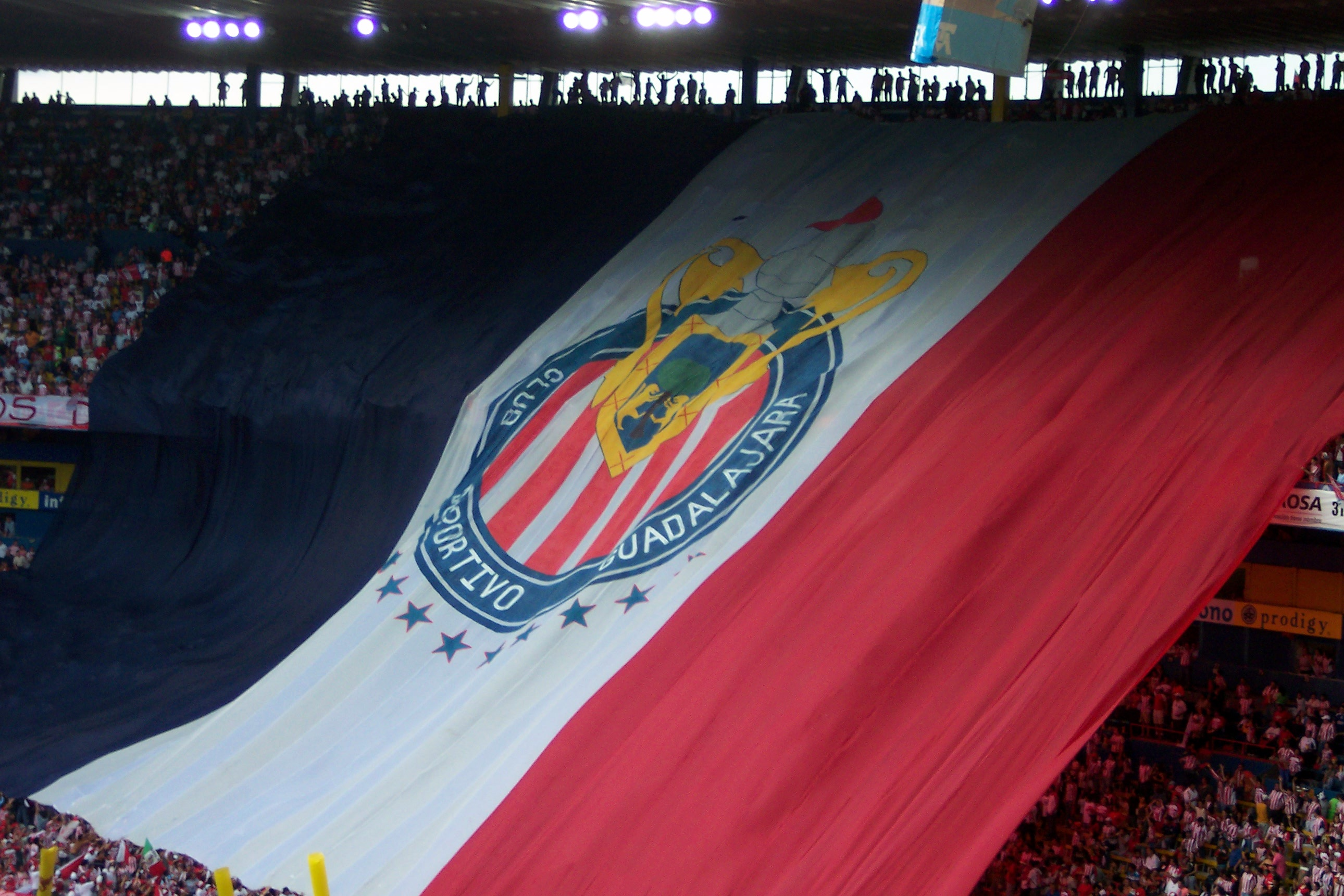
Bandera del Club Deportivo Guadalajara, desplegada en el Estadio Jalisco el 9 de febrero de 2008.

Una gran variedad de factores económicos, políticos y culturales se conjuntaron para que el Guadalajara se convirtiera en uno de los equipos más populares de México.
Desde la década de 1950 y 1960, en la Ciudad de México se concentra la mayor parte de la inversión pública y privada de México y por añadidura también todo el poder político y económico del país, lo que orilló a emigrar hacia la capital a cierta parte de la población del estado de Jalisco.
Los jaliscienses emigrantes llevaron consigo una arraigada cultura de la que se sentían orgullosos y la propagaron con devoción fuera de su tierra natal, manifestando su gusto por la charrería, el mariachi, la gastronomía regional, sus convicciones religiosas, el tequila, las peleas de gallos, el carácter orgulloso, altivo y atravesado.

### Afición

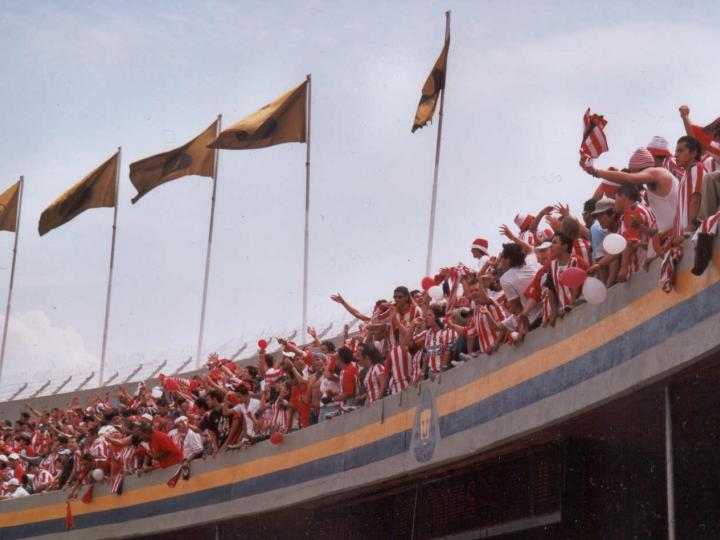
Aficionados del Guadalajara en la parte superior del Estadio Olímpico Universitario de la Ciudad de México, el 11 de marzo de 2007.

Teniendo como antecedente la porra de la Selección Jalisco, organizada en 1940 con el propósito de apoyar al equipo en los juegos disputados en la Ciudad de México, surge en 1943 el primer grupo de apoyo al Guadalajara. Encabezados por el comediante Jesús «Palillo» Martínez, dicha porra se encargó de alentar al equipo durante las primeras temporadas de la era profesional del fútbol mexicano. A finales de la década de 1940 surgieron dos de los principales grupos de animación del equipo, la porra rojiblanca de «La Rebeca», organizada por Roberto Hernández, y la «Porra Popular del Club Guadalajara» la cual fue reconocida en 1951 como porra oficial del equipo.[cita requerida]
Existieron otros grupos de apoyo y aficionados que organizaron a las masas para apoyar, entre estos se encuentran Ramón Reyes también llamado «Palillo» quien era fotógrafo de prensa, y el «Centavo» reconocido por su intenso grito de apoyo. En la década de 1980 se fundó la «Porra Pepe Martínez» en honor al jugador fallecido en un accidente de tránsito.
Actualmente existen varios grupos de apoyo autodenominados «barras»,los cuales se encargan de alentar al equipo en los distintos estadios donde se este se presenta. La primera de estas barras fue creada en el Torneo Verano 1997 y lleva por nombre «Legión 1908», esta barra actualmente se encuentra representada por grupos en varias partes de la República Mexicana.
Otra barra es «La Irreverente» que surgió en el año 2000, cuando un grupo separatista de la barra Legión 1908 se muda a la sección C del Estadio Jalisco. Existen otros grupos de apoyo como «La Reja», «La Banda del Centenario», «La Insurgencia», «La Resistencia», «La Estirpe», entre otras. Estas barras se dividen en barrios, colonias o segmentos sociales de la ciudad de Guadalajara y otras partes del país.

### Apodos
"Excelentísimo Arzobispo: Augusto pontifica acogiendo benévolamente filiales, sentimientos, miembros Club Fútbol Guadalajara. Correspóndales cuando celestes gracias enviándoles implorable bendición apostólica"

- Pío XII , 16 de enero de 1957; Telegrama enviado a Guadalajara por el Papa en conmemoración al primer título del Club Deportivo Guadalajara.

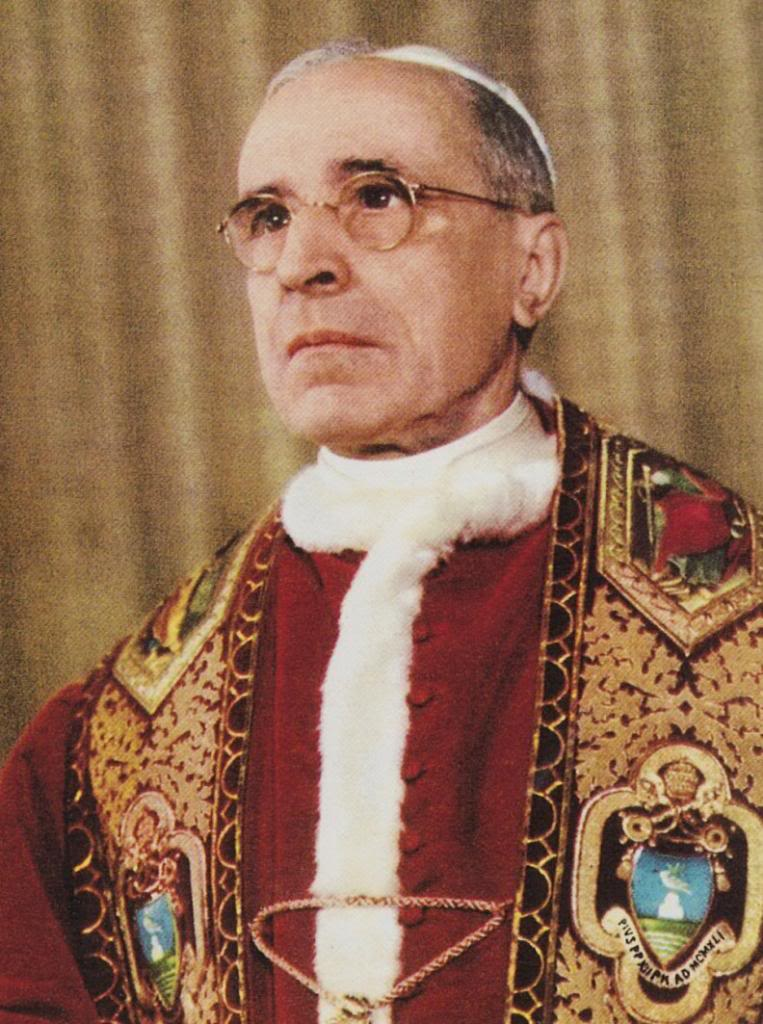
El telegrama enviado por Pío XII, originó el apodo de Rebaño Sagrado.

El equipo ha recibido muchos apodos a lo largo de sus años de existencia, incluso antes de su mote característico de «Chivas». En la época amateur se les empezó a llamar «albirrojos» por el color de su uniforme, tiempo después la gente comenzó a usar el sobrenombre de «Equipo de las colonias».
Con la profesionalización del fútbol mexicano los apelativos cambiaron, el primero que surge fue el de «mexicanísimo», por su determinación a no jugar con futbolistas extranjeros, el término «rojiblancos» también era utilizado siendo una variación de «albirrojos» y haciendo referencia a su uniforme, al igual que «rayados». Después en 1948 surge el famoso «Chivas», que sería el apodo que marcaría al equipo; el apodo surgió como burla, y oficialmente se convirtió en patrimonio del equipo el 14 de julio de 1949, cuando el conjunto rayado entró al terreno de juego con una chiva vestida con los colores del Guadalajara. El arquero comentó a un periodista: ¡Sí, somos «Chivas» y qué! ¡Decir «Chivas» es decir Guadalajara!.
Tiempo después surgieron otros apodos basados en el desempeño del equipo, hasta 1956 al equipo se le llamó el «Ya Merito» por la proximidad a conseguir un título que parecía nunca llegar, este sobrenombre fue impuesto por aficionados del Atlas, que más adelante usarían el «Ya Chole» cuando Guadalajara no perdía ningún encuentro. Otro apodo, que quizás sea el más conocido después del de «Chivas», es el de «Campeonísimo» título que se le dio al equipo después de lograr varios campeonatos en fila en la década de 1960.
Por esos años también surgió el apodo de «Rebaño Sagrado», cuando el sacerdote Garibi Rivera se convirtió en Cardenal, el Guadalajara ganó su primer título en la temporada 1956-57, fue entonces que en la catedral de la ciudad Rivera ofreció una misa en la cual entonó un tedéum en alabanza al título rojiblanco. Días después, el cardenal recibió al plantel completo y le mostró a los futbolistas campeones que debajo de su sotana llevaba puesta la casaca del Guadalajara. Un periodista intuitivo, desde aquel día, al equipo que tenía los favores de uno de los hombres más cercanos a Dios, por su investidura, comenzó a llamarle «El Rebaño Sagrado», se dice que al principio les llamó «Los Santos» pero el constante uso del término «Chivas» hizo que se cambiara por «Rebaño Sagrado». Con el paso del tiempo el Guadalajara recibió otros apodos, como el de «Chivas Flacas» en la década de 1970, y «Super Chivas» a principios de la década de 1990.

#### Mote de Chivas

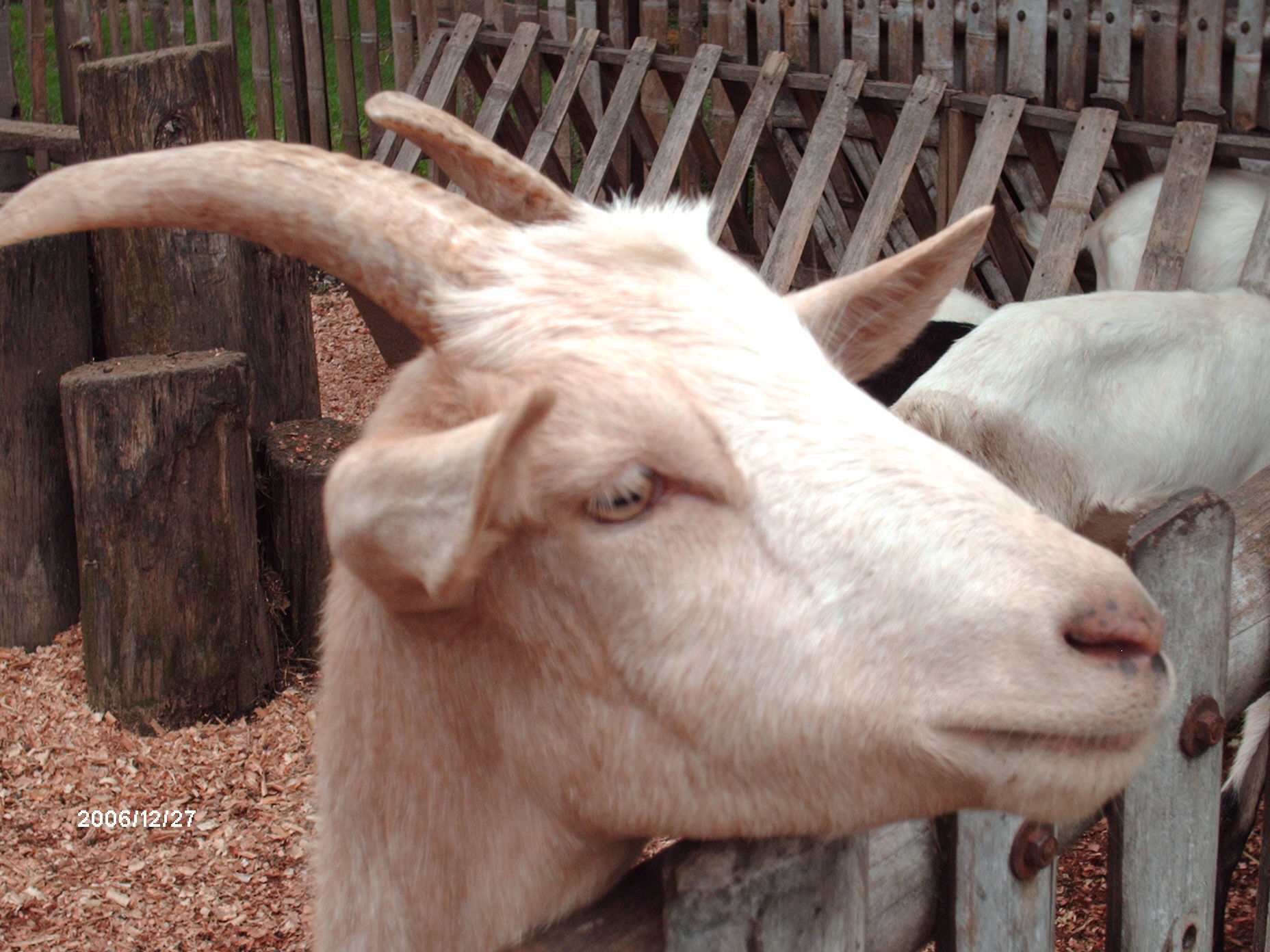
Capra aegagrus hircus, coloquialmente conocido como Chiva.

En México, es común que los seguidores prefieran utilizar nombres cortos o alias para referirse al equipo de su preferencia. En el caso del Guadalajara, lo largo de su nombre favoreció la rápida popularización del sobrenombre «Chivas», con el que actualmente se identifica al equipo.
Los jaliscienses suelen ser muy afectos a imponer sobrenombres, incluso algunos con un sesgo peyorativo, por ello durante la temporada 1948-1949, las porras de los dos equipos más populares de la capital de Jalisco, llevaron su pasión al terreno de los sobrenombres chuscos y ofensivos.
Los fanáticos del Atlas empezaron a llamar a su equipo por el apodo de «Académicos», debido a lo depurado de su técnica de juego. Pronto los del Guadalajara comenzaron a llamar a los atlistas como «Margaritas», aduciendo que eran muy delicados. En venganza durante un juego entre el Guadalajara y el Tampico los atlistas los llamaron «chivas brinconas».
Aunque el propósito era ofender a la afición del Guadalajara, el sobrenombre les agradó cuando este fue publicado el 1 de octubre de 1948 por Reinaldo Martín del Campo en el encabezado del diario El Informador, y desde entonces se convirtió en la forma más popular de identificación del equipo.
En la actualidad «Chivas» se ha convertido en la marca que distingue a la institución. Derivado de este sobrenombre, la afición se refiere a su equipo como «Rebaño sagrado» o «Chiverío», y hace uso de lemas como —«Soy chiva y qué»—.

## Fútbol base
El Guadalajara maneja una estructura de fuerzas básicas con equipos de preparación en casi todas los niveles del fútbol mexicano. La participación en divisiones inferiores por parte de los representativos de las fuerzas básicas del Guadalajara, abarca las categorías Sub-15, Sub-17 y Sub-20, así como las ligas de ascenso de Tercera y Segunda División.
El objetivo de estos equipos es conseguir el protagonismo en sus respectivas categorías, además de colaborar a que todos los jugadores avancen firmes en su proceso formativo.
Por la cantera han pasado jugadores reconocidos como Paulo César Chávez, Manuel Martínez, Ignacio Vázquez, Carlos Salcido, Omar Bravo, Carlos Vela, Javier Hernández, entre otros. La sede de las instalaciones del fútbol base, se encuentra en la casa club de entrenamiento, Verde Valle.

## Rivalidades
Durante más de 100 años el Club Deportivo Guadalajara ha mantenido una fuerte rivalidad futbolística con el Atlas Fútbol Club, equipo vecino de la ciudad de Guadalajara, Jalisco. Clásico tapatío es el nombre con el que se conoce a los partidos disputados entre ambas instituciones, consideradas las más tradicionales y representativas de dicha ciudad. La longevidad de este clásico ha hecho que estos equipos se hayan enfrentado en prácticamente todas las instancias de competición del fútbol mexicano, incluyendo el Campeonato de Primera División, la Copa México, el Campeón de Campeones y la Liga de Occidente a nivel amateur.
El conjunto rojiblanco también disputa el denominado Clásico del fútbol mexicano frente al Club América, considerado por numerosos aficionados uno de los partidos más importantes del torneo mexicano. Esta confrontación incluyó el encuentro llamado la final del siglo, en la cual se enfrentaron por el título de liga de la temporada 1983-84 en la cual el equipo de la capital se impondría 5-3 en el global siendo este el partido más importante disputado por ambos. A este encuentro se le viene nombrando como clásico desde mediados del siglo XX, y actualmente representa, para muchos aficionados de ambos equipos, la mayor rivalidad existente. Su origen está muy ligado a los medios de comunicación, ya que es a partir de la adquisición del América por parte de Telesistema Mexicano que se le empieza a dar relevancia a este partido.
Otras rivalidades han surgido con el tiempo, pero no han logrado tener una mayor repercusión, a nivel local el Guadalajara ha tenido grandes enfrentamientos contra el Club Deportivo Nacional y el Club Deportivo Oro, mientras que a nivel nacional los duelos frente a Universidad Nacional y Cruz Azul han provocado interés entre los aficionados.
Existe también una vieja rivalidad con el Club León que data de los años 50, cuando León era el máximo ganador del fútbol mexicano y Chivas con el tiempo lo superó en títulos quitándole además el título de "campeonísimo" que ostentaba hasta entonces el cuadro esmeralda. Esta rivalidad históricamente ha sido de más relevancia para los aficionados del club guanajuatense que para los tapatíos.

## Anexos
| Entidades relacionados | Datos estadísticos y trayectoria | Historia y hechos relevantes | Infraestructuras |
| --- | --- | --- | --- |
| - Club Deportivo Guadalajara Femenil - Fútbol base del CD Guadalajara - Club Deportivo Guadalajara Premier - Chivas Rayadas - Chivas Álamos F.C. - Club Deportivo Tapatío - Chivas Coras - Chivas Tijuana - Chivas USA - Selección Jalisco | - Estadísticas del CD Guadalajara - Temporadas del CD Guadalajara - Máximos goleadores del CD Guadalajara - Plantillas campeonas del CD Guadalajara - Palmarés del CD Guadalajara - CD Guadalajara en la Copa Libertadores - Equipos mexicanos de fútbol en competiciones nacionales - Clásico del Fútbol Mexicano - Clásico Tapatío | - Historia del Club Deportivo Guadalajara - Época amateur del Club Deportivo Guadalajara - Época del Campeonísimo del Club Deportivo Guadalajara - Futbolistas del CD Guadalajara - Entrenadores del CD Guadalajara - Presidentes del CD Guadalajara - Himno del Club Deportivo Guadalajara - Uniforme del Club Deportivo Guadalajara - Futbolistas del CD Guadalajara en Selección de México | - Instalaciones del CD Guadalajara - Verde Valle - Estadio Chivas - Estadio Jalisco - Estadio Felipe Martínez Sandoval - Estadio Anacleto Macías - Chivas TV - Chivas San Rafael - La Gigantera |

## Filmografía
- Las chivas rayadas. 1964, Manuel Muñoz Rodríguez.
- Chivas: La Película. 2018,  Iván López Barba, Rubén R. Bañuelos.